# Camelia Potec
Camelia Potec (ur. 19 lutego 1982 w Brăili, Rumunia) rumuńska pływaczka, mistrzyni olimpijska z Aten na 200 metrów dowolnym.
W Mistrzostwach Świata Potec zdobyła brązowy medal w Fukuoce w 2001 na 200 metrów.
W Mistrzostwach Europy zdobyła 17 medali, 4 złote, 4 srebrne oraz 9 brązowych w latach 1997-2008.
W 2004 roku Potec wygrała prestiżowe zawody Mare Nostrum.